# 바하마의 역사
현재 바하마로 알려진 섬에 사람들이 가장 먼저 도착한 것은 서기 1천년이었다. 이 섬의 첫 번째 거주자는 아라와크어족을 사용하는 타이노족인 루카얀족으로, 서기 500년에서 800년 사이에 카리브해의 다른 섬에서 도착했다.
기록된 역사는 1492년 10월 12일 크리스토퍼 콜럼버스가 신대륙으로 가는 첫 항해에서 산살바도르섬으로 이름을 바꾼 과나하니섬에 상륙하면서 시작되었다. 최초의 영구적 유럽 정착지는 1648년 일루서라섬에서였다. 18세기 노예 무역 동안, 많은 아프리카인들이 무급 노동을 하기 위해 노예로 바하마로 끌려왔다. 그들의 후손들은 현재 바하마 인구의 85%를 차지한다. 바하마는 1973년 7월 10일 영국으로부터 독립했다.

## 초기 역사
기원후 500년에서 800년 사이에 타이노족은 히스파니올라섬이나 쿠바에서 바하마까지 쪽배를 타고 횡단하기 시작했다. 가장 초기의 이동 경로는 히스파니올라섬에서 터크스 케이커스 제도로, 히스파니올라섬 또는 동부 쿠바에서 이나과섬으로, 그리고 쿠바 중부 바하마에서 롱섬으로 이동하는 것으로 제안되었다. 윌리엄 키건은 가장 유력한 경로가 히스파니올라섬 또는 쿠바에서 이나과섬으로 가는 길이라고 주장했다. 그란베리섬과 베셀리우스섬은 히스파니올라섬에서 터크스 케이커스 제도로, 쿠바에서 이나과섬으로 두 번 이주해야 한다고 주장한다.
초기 식민지화 이후, 루카얀족은 약 800년 (기원전 700년~기원전 1500년)에 바하마 전역으로 확장되었고, 인구는 약 40,000명으로 증가했다. 유럽인들이 처음 접촉했을 당시 인구 밀도는 바하마 중남부 지역에서 가장 높았고, 북쪽으로 갈수록 감소하여 북섬의 이주 패턴과 점차적으로 짧은 점령 시간을 반영했다. 알려진 루카야족 정착지는 군도에서 가장 큰 19개의 섬이나 그 섬들로부터 1km 이내에 위치한 작은 협곡에 제한된다. 바하마 최남단의 인구 밀도는 기후가 더 건조하기 때문에 낮게 유지되었다(이나과섬과 터크스 케이커스 제도에서는 연간 800mm 미만의 비가 내리고 애클린섬, 크루커드섬, 마야과나섬에서는 약간 더 높다.

## 유럽 탐험

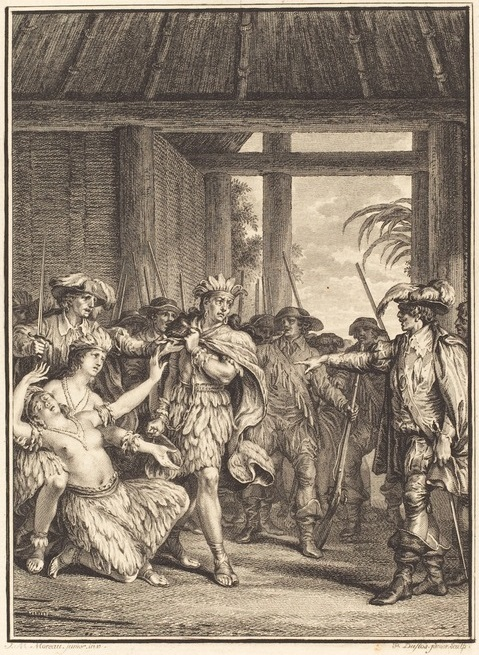
크리스토퍼 콜럼버스가 1492년 바하마에 상륙한 직후 과나하니섬을 점령한 묘사

1492년 크리스토퍼 콜럼버스는 세 척의 배, 니냐, 핀타, 그리고 기함 산타 마리아와 함께 아시아로 가는 직항로를 찾기 위해 스페인에서 첫 항해를 했다. 1492년 10월 12일 콜럼버스는 바하마의 섬에 도착하여 스페인을 위해 그것을 주장했는데, 이는 오랫동안 유럽인들에게 미국의 '발견'으로 여겨져 왔다. 이 섬은 루카얀족에 의해 과나하니섬이라고 불렸고 스페인에 의해 산살바도르섬이라고 불렸다. 콜럼버스에 의한 최초의 미국 상륙에 대한 정체는 여전히 논쟁의 여지가 있지만, 많은 작가들은 새뮤얼 모리슨이 콜럼버스의 산살바도르섬을 후에 와틀링섬이라고 불렀던 곳으로 식별한 것을 받아들인다. 이 도시의 이름은 공식적으로 산살바도르섬으로 바뀌었다. 콜럼버스는 현재의 쿠바와 히스파니올라섬으로 항해하기 전에 바하마의 다른 섬들을 방문했다.
바하마는 노예 노동의 원천을 제외하고는 스페인인들에게 거의 관심이 없었다. 루카얀족의 거의 전체 인구(약 40,000명)는 다음 30년 동안 노동자로 다른 섬으로 이송되었다. 1520년 스페인군이 남아 있던 루카얀족들을 히스파니올라섬으로 옮기기로 결정했을 때, 그들은 겨우 11명만 찾을 수 있었다. 그 섬들은 그 후 130년 동안 버려지고 인구가 감소한 상태로 남아 있었다. 금을 찾을 수 없었고, 인구도 없어지자, 스페인은 바하마 제도를 사실상 포기했다. 그들은 1783년 파리 조약이 체결될 때까지 명목상의 권리를 유지했고, 동플로리다와 교환하여 영국에 양도했다.
유럽인들이 이 섬에 처음 상륙했을 때, 그들은 바하마가 무성한 숲이었다고 보고했다. 사탕수수 농장을 위한 땅을 개발하기 위해 개간된 숲은 다시 자라지 않았고 재배되지 않았다.
여러 해 동안, 역사학자들은 바하마가 17세기까지 식민지화되지 않았다고 믿었다. 그러나, 최근의 연구들은 스페인, 프랑스, 영국, 네덜란드의 집단들에 의한 식민지화 시도가 있었을지도 모른다는 것을 보여준다. 프랑스는 1565년에 아바코 제도에 정착했고, 1625년에 다시 시도했다.

## 식민지 20세기
1911년, 바하마를 캐나다의 일부로 만들기 위한 짧은 운동이 있었다. 이 운동은 나소와 캐나다 보험회사인 선라이프의 수장으로부터 많은 사람들의 지지를 받았음에도 불구하고 실패했다. 이 운동의 실패는 부분적으로 흑인이 지배적인 식민지와 백인이 지배적인 국가를 통합하는 것에 대한 영국 정부의 반대 때문이었다.
제1차 세계 대전에서 제국 훈장, 바하마 적십자 조합과 같은 단체들은 유럽의 군인과 민간인들을 위한 돈, 음식, 의류를 모으기 시작했다. "용감한 30인" 바하마 인들은 1915년 초 영국령 서인도 제도 연대에 입대하여 캐나다, 영국, 미국의 군대에서 복무했다.

### 제2차 세계 대전 이후
전시 비행장은 1957년 나소의 국제공항이 되었고 1961년 아바나가 미국인 관광객들에게 폐쇄된 이후 가속화된 대중 관광의 성장을 촉진하는 데 도움을 주었다. 그랜드 바하마 섬에 위치한 프리포트는 1950년대에 자유무역지대로 설립되었고 바하마의 두 번째 도시가 되었다. 은행의 비밀 유지와 법인세와 소득세의 부족은 전후 몇 년간 역외 금융 부문의 급속한 성장을 이끌었다.
현대 정치 발전은 제2차 세계 대전 이후에 시작되었다. 최초의 정당은 1950년대에 형성되었다. 진보자유당은 1953년에 창당되었고, 바하마 통합당은 1956년에 창당되었다.
1964년 바하마 통합당의 롤랑 시모네트 경이 초대 총리로 취임하면서 바하마인들은 자치 정부를 이루었다. 1967년 진보 자유당의 당수였던 린든 핀들링 경은 식민지의 첫 흑인 총리가 되었고, 1968년에 그 직함이 총리로 바뀌었다.

## 바하마 독립
1973년 7월 10일 바하마는 영연방 국가로서 완전한 독립을 이루었다. 마일로 버틀러 경은 독립 직후 초대 바하마의 총독(엘리자베스 2세 여왕의 공식 대표)으로 임명되었다. 핀들링은 1992년까지 총리를 지냈다. 그의 뒤를 이어 2002년까지 총리를 지낸 자유국민운동의 지도자 휴버트 잉그램이 이었다.
바하마 대학교는 1974년에 설립되어 바하마의 고등 또는 고등 교육을 제공하였다. 2016년 바하마 대학교로 인가되어 바하마 전역의 3개 캠퍼스와 교육 및 연구 센터에서 학사 학위, 석사 학위, 준학사 학위를 제공한다.
관광과 역외 금융의 두 축을 기반으로, 바하마 경제는 1950년대 이후 번영했다. 그러나 교육, 의료, 주택, 국제 마약 밀매 및 아이티로부터의 불법 이민과 같은 분야에서 중요한 도전이 남아 있다.
2002년 바하마 총선거에서 PLP는 페리 크리스티 치하에서 다시 집권했다. 2007년부터 2012년까지 집권한 잉그램은 2012년부터 2017년까지 다시 집권했다. 경제 성장이 흔들리자 바하마인들은 2017년 FNM을 재선출했고, 휴버트 미니스가 제4대 총리가 됐다.